# Liste der Kulturgüter in Val-de-Travers
Die Liste der Kulturgüter in Val-de-Travers enthält alle Objekte in der Gemeinde Val-de-Travers im Kanton Neuenburg, die gemäss der Haager Konvention zum Schutz von Kulturgut bei bewaffneten Konflikten, dem Bundesgesetz vom 20. Juni 2014 über den Schutz der Kulturgüter bei bewaffneten Konflikten sowie der Verordnung vom 29. Oktober 2014 über den Schutz der Kulturgüter bei bewaffneten Konflikten unter Schutz stehen.
Objekte der Kategorien A und B sind vollständig in der Liste enthalten, Objekte der Kategorie C fehlen zurzeit (Stand: 1. Januar 2023).

## Kulturgüter
| Foto |                                                                             | Objekt | Kat. | Typ | Standort                                                               | Beschreibung |
| ---- | --------------------------------------------------------------------------- | --- | ---- | --- | ---------------------------------------------------------------------- | ------------ |
| ja   | Datei hochladen · Wikidata zu Hôtel des Six-Communes, Môtiers (Q29523400)   | Hôtel des Six-Communes KGS-Nr.: 04052 | A    | G   | Môtiers, Rue Centrale 1 536962 / 195906                                |              |
| ja   | Datei hochladen · Wikidata zu Maison Boy-de-la-Tour (Q29523387)             | Château d’Ivernois, Maison Boy de la Tour / Schloss Ivernois, Haus Boy de la Tour KGS-Nr.: 04054                                                                                           | A    | G   | Môtiers, Grande Rue 7 537017 / 195817                                  |              |
| ja   | Datei hochladen · Wikidata zu Priorat Saint-Pierre (Q29523416)              | Priorat Saint-Pierre / Prieuré Saint-Pierre KGS-Nr.: 04055 | A    | G   | Môtiers, Rue Centrale 7 537030 / 195943                                |              |
| ja   | Datei hochladen · Wikidata zu Reformierte Kirche (Q29523440)                | Reformierte Kirche / Temple KGS-Nr.: 04056 | A    | G   | Môtiers, Ruelle du Temple 537005 / 195979                              |              |
| ja   | Datei hochladen · Wikidata zu Brücke über die Areuse (Q3397594)             | Brücke über die Areuse / Pont sur l’Areuse KGS-Nr.: 04136 | A    | G   | Travers, Rue du Pont 541675 / 198871                                   |              |
| ja   | Datei hochladen · Wikidata zu Asphaltbergwerk La Presta (Q3314907)          | Asphaltbergwerk La Presta mit angrenzenden Gebäuden / Mines d’asphalte de la Presta avec bâtiments adjacents KGS-Nr.: 04137                                                                | A    | G   | Travers, La Presta 2–6 540799 / 198181                                 |              |
| ja   | Datei hochladen                                                             | Ehemaliges Priorat Saint-Pierre / Ancienne prieuré Saint-Pierre KGS-Nr.: 09638 | A    | F   | Môtiers, Rue Centrale 7 537029 / 195946                                |              |
| ja   | Datei hochladen · Wikidata zu Maison des Chats, Boveresse (Q29523409)       | Maison des Chats, maison Petitpierre KGS-Nr.: 09791 | A    | G   | Boveresse, Rue du Quarre 10 536073 / 196481                            |              |
| ja   | Datei hochladen · Wikidata zu Absinth-Trockner (Q29523431)                  | Absinth-Trockner / Séchoir à absinthe KGS-Nr.: 09792 | A    | G   | Boveresse, Route de Môtiers 1a 536249 / 196542                         |              |
| ja   | Datei hochladen · Wikidata zu Landhaus Monlési (Q29523394)                  | Landhaus Monlési / Maison de campagne de Monlési KGS-Nr.: 10108 | A    | G   | Boveresse, Monlési 1 535456 / 197725                                   |              |
| BW   | Datei hochladen                                                             | Allée des Naturalistes und Maison Désor KGS-Nr.: 03949 | B    | G   | Noiraigue, Combe Varin 2 545461 / 201529                               |              |
| BW   | Datei hochladen                                                             | Ehemalige Indiennemanufaktur Borel de Bitche / Ancienne manufacture d’indiennes Borel de Bitche KGS-Nr.: 04003                                                                             | B    | G   | Couvet, Grand-Rue 6 538710 / 197277                                    |              |
| ja   | Datei hochladen · Wikidata zu Ecu de France (Q29786073)                     | Ecu de France KGS-Nr.: 04004 | B    | G   | Couvet, Rue du Grand-Clos 2 538603 / 197598                            |              |
| ja   | Datei hochladen · Wikidata zu Hôtel de l'Aigle (Q29786074)                  | Hôtel de l’Aigle KGS-Nr.: 04005 | B    | G   | Couvet, Grand-Rue 27 538601 / 197500                                   |              |
| BW   | Datei hochladen                                                             | Landhaus Le Marais / Maison de campagne Le Marais KGS-Nr.: 04006 | B    | G   | Couvet, Les Grands-Marais 303 537867 / 196417                          |              |
| ja   | Datei hochladen · Wikidata zu Temple de Couvet (Q29786085)                  | Turm der reformierten Kirche / Tour du temple KGS-Nr.: 04007 | B    | G   | Couvet, Grand-Rue 21 538614 / 197415                                   |              |
| BW   | Datei hochladen                                                             | Uhrenfabrik / Usine d’horlogerie KGS-Nr.: 04018 | B    | G   | Fleurier, Rue de l’École d’horlogerie 5 534710 / 195280                |              |
| ja   | Datei hochladen · Wikidata zu Schloss Môtiers (Q29786086)                   | Schloss Môtiers / Château de Môtiers KGS-Nr.: 04057 | B    | G   | Môtiers, Route du Château du Vautravers 1 536966 / 194740              |              |
| BW   | Datei hochladen                                                             | Le Furcil, Fabrik für Zement und hydraulischen Kalk / Le Furcil, fabrique de ciment et de chaux hydraulique KGS-Nr.: 04114                                                                 | B    | G   | Noiraigue, Le Furcil 29/29a 546175 / 200525                            |              |
| ja   | Datei hochladen · Wikidata zu Kirche (Travers) (Q29786084)                  | Reformierte Kirche / Temple KGS-Nr.: 04138 | B    | G   | Travers, Rue des Moulins 541659 / 198960                               |              |
| BW   | Datei hochladen                                                             | Ecomusée de la Haute-Areuse (Sammlung) KGS-Nr.: 08750 | B    | S   | Saint-Sulpice, Centrale électrique 532259 / 195942                     |              |
| ja   | Datei hochladen · Wikidata zu Regionalmuseum des Val-de-Travers (Q27489698) | Regionalmuseum des Val de Travers / Musée régionale du Val de Travers KGS-Nr.: 08753 | B    | S   | Môtiers, Grande Rue 14, 14a 537021 / 195730                            |              |
| BW   | Datei hochladen                                                             | Sammlung Léon Perrin / Collection Léon Perrin KGS-Nr.: 08754 | B    | S   | Couvet, Rue du 1er Mars 11 538454 / 197140                             |              |
| ja   | Datei hochladen · Wikidata zu Gemeindehaus (Q29786081)                      | Gemeindehaus / Maison de Commune KGS-Nr.: 09457 | B    | G   | Fleurier, Rue du Temple 8 534955 / 194888                              |              |
| BW   | Datei hochladen                                                             | Rousseau-Museum / Musée Rousseau KGS-Nr.: 10668 | B    | G   | Môtiers, Grande Rue 16 / Rue Jean-Jacques Rousseau 2 537030 / 195713   |              |
| BW   | Datei hochladen                                                             | Ecomusée de la Haute-Areuse (Gebäude) KGS-Nr.: 11875 | B    | G   | Saint-Sulpice, Centrale électrique 532259 / 195954                     |              |
| BW   | Datei hochladen                                                             | Regionalmuseum Val-de-Travers & Rousseau, Maison des Mascarons und ehemalige Scheune / Musée régional du Val-de-Travers & Rousseau, maison des Mascarons et ancienne grange KGS-Nr.: 16457 | B    | G   | Môtiers, Grande Rue 14–16 / Rue Jean-Jaques Rousseau 2 537024 / 195728 |              |
| BW   | Datei hochladen                                                             | Les Plaints, altsteinzeitliche Wohnhöhle / Les Plaints, grotte paléolithique KGS-Nr.: 17484                                                                                                | B    | F   | Couvet 538305 / 199900                                                 |              |
| BW   | Datei hochladen                                                             | Gemeindearchiv / Archives communales KGS-Nr.: 17488 | B    | G   | Couvet, Rue des Moulins 4 558851 / 197347                              |              |